# Q Lazzarus
Q Lazzarus, född Diane Luckey 12 december 1960 i New Jersey, död 19 juli 2022, var en afroamerikansk sångerska som blev ett one-hit wonder med låten "Goodbye Horses" som var med i filmer som Married to the Mob, När lammen tystnar och Clerks II.
Sångerskan i bandet med samma namn är känd för sin torra basröst som inte är helt olik skådespelerskan Kathleen Turners. Innan hon blev sångerska jobbade hon som taxichaufför i New York. Bandet upplöstes någon gång innan 1996. Utöver Q Lazzarus, Mark Barrett och låtskrivaren William Garvey är inget speciellt känt om de andra bandmedlemmarna.

## Diskografi
- "Goodbye Horses"/"White Lines" (singel)
- Sjöng "Heaven" i Philadelphia, en annan Jonathan Demme-film
- "Goodbye Horses," Married to the Mob, regisserad av Jonathan Demme
- Bidrog till musiken för Twisted